# نبات نملي

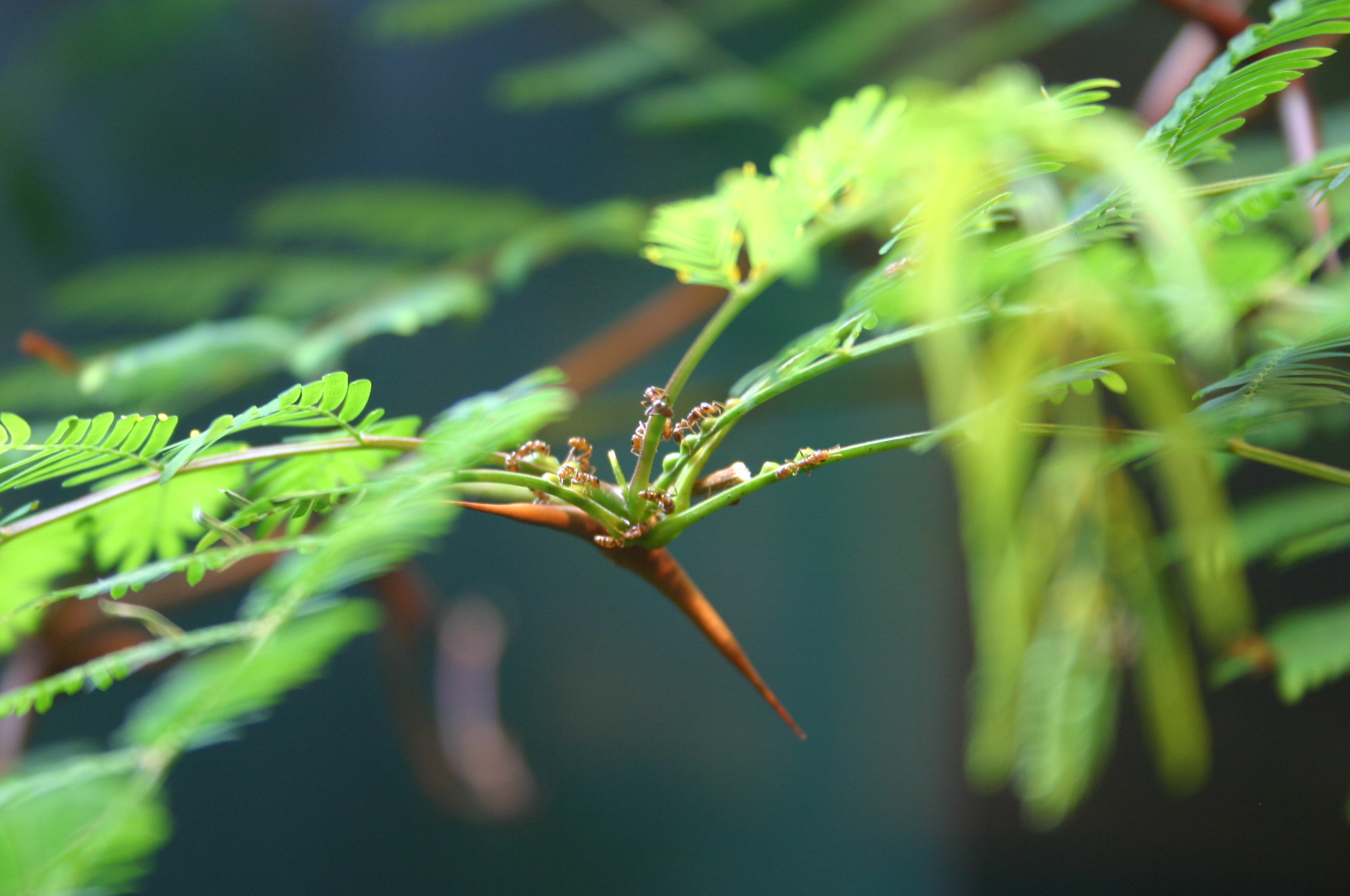
نمل الأكاسيا

النبات النملي (بالإنجليزية: Myrmecophyte)‏ هو النبات الذي يعيش في علاقة منفعة متبادلة مع مستعمرات النمل. هناك أكثر من 100 جنساً مختلفاً من النباتات النملية. تمتلك هذه النباتات تفاصيل هيكلية توفر الطعام و / أو المأوى للنمل. وتشمل هذه الهياكل المتخصصة تجاويف الحماية وهيئات الغذاء والغدد الرحيقية خارج الأزهار (بالإنجليزية: Extrafloral nectarines)‏. في مقابل الطعام والمأوى يساعد النمل النبات النملي في التلقيح ونثر البذور وجمع المواد الغذائية الأساسية، و / أو الدفاع.
ويمكن أن يسمى تجاويف الحماية التي تتكيف مع النمل على وجه التحديد تجاويف الحماية النملية أو تجاويف نملية (بالإنجليزية: myrmecodomati)‏.

## روابط خارجية
- A video about ant plants